# Gare de Dormans
Gare de Dormans vasútállomás Franciaországban, Dormans településen.

## Vasútvonalak
Az állomást az alábbi vasútvonalak érintik:
- Párizs-Strasbourg-vasútvonal

## Kapcsolódó állomások
A vasútállomáshoz az alábbi állomások vannak a legközelebb:
- Gare de Château-Thierry
- Gare d’Épernay